# The Virgin Suicides
A The Virgin Suicides egy  filmzenei album a francia Air duótól, amely 2000 februárjában jelent meg. Az album az azonos című film betétdalait tartalmazza. Az album szerepel az 1001 lemez, amit hallanod kell, mielőtt meghalsz című könyvben.

## Az album dalai
|     | Cím                                               | Hossz |
| --- | ------------------------------------------------- | ----- |
| 1.  | Playground Love (énekel Thomas Mars)              | 3:32  |
| 2.  | Clouds Up                                         | 1:28  |
| 3.  | Bathroom Girl                                     | 2:24  |
| 4.  | Cemetary Party                                    | 2:35  |
| 5.  | Dark Messages                                     | 2:28  |
| 6.  | The Word 'Hurricane'                              | 2:31  |
| 7.  | Dirty Trip                                        | 6:11  |
| 8.  | Highschool Lover (téma a The Virgin Suicides-ból) | 2:41  |
| 9.  | Afternoon Sister                                  | 2:23  |
| 10. | Ghost Song                                        | 2:14  |
| 11. | Empty House                                       | 2:36  |
| 12. | Dead Bodies                                       | 2:56  |
| 13. | Suicide Underground                               | 5:31  |